# Google マップメーカー
Google マップメーカー（グーグル マップメーカー、英語:Google Map Maker）は、Googleが立ち上げた地図作成サイトである。Google マップのサービス地域を拡大する目的で開始された。Google マップとは別のサービスになっている。

## 概要
対応地域であれば、地図上に道路や鉄道路線、河川などを追加したり、建物の輪郭作成、店舗や施設などのスポットを追加する事ができる。道路、鉄道路線、河川を追加するには、専用の描画ツールが用意されており、マウスクリックでポインタを追加していきながら線を引いて作成する。描画ツールを使う時は、航空画像に写り込んでいる道路や建物をトレースしながら作成するのが一般的な方法となっている。また道路にはオプションパラメーターが設定可能で、例えば道路は「一般道」、「私道」、「幹線道路」、「歩道」に加え、「アスファルト」、「コンクリート」などの路面タイプなど、多くのパラメーターに対応している。
Google マップメーカーが役に立ったのは、北朝鮮の地図がGoogle マップに加わった例が有名である。
2017年3月にサービスを終了し、ローカルガイドに統合。
2021年11月、Googleはマップメーカーの後継とでも言うべき新しい道路編集ツール、Google ロードマッパーを、一部の利用者限定ではあるが、公開した。

## システム
Google マップメーカーで作成されたデータは、荒らし防止や正確性の品質を保つために、他のユーザーからの十分な審査レビューを経て、Google マップへ公開される。
主に新規ユーザーが作成したデータは、経験豊富なユーザーからのレビューを経てからの公開となる。